# Gloomy Sunday (Lied)
Gloomy Sunday ist der englische Titel des 1932 von László Jávor geschriebenen und 1933 vom ungarischen Pianisten Rezső Seress vertonten Liedes Szomorú Vasárnap (Ungarisch für „An einem trüben Sonntag“ – wörtlich übersetzt: „Trauriger Sonntag“). Das Lied, das auch als „Lied der Selbstmörder“ bekannt war, ist in deutschsprachigen Ländern auch unter dem Titel Das Lied vom traurigen Sonntag bekannt.

## Hintergrund
László Jávor verfasste den Text im Oktober 1932, nachdem seine Verlobte ihn verlassen hatte. Auf seine Bitte hin komponierte Seress 1933 die Melodie dazu. Mehrere Verlage lehnten das Lied ab, weil es zu melancholisch sei. Trotzdem erlangte Gloomy Sunday eine gewisse Berühmtheit – unter anderem, weil es in den Ruf kam, Menschen zum Suizid zu bewegen. Überlegungen, das Lied von staatlicher Seite verbieten zu lassen, scheiterten aus verschiedenen Gründen. Ein Verbot der BBC beispielsweise konnte hausintern nicht durchgesetzt werden. Dennoch weigerten sich viele Radiosender, das Lied zu spielen. Eine Anzahl von Filmen beschäftigt sich mit der Thematik, der erste von 1948, der bisher letzte von 2016.

## Versionen
Neben dem ursprünglichen Text von Jávor gab es später noch eine zweite Version Vége a világnak … (Ende der Welt), geschrieben von Seress während des Zweiten Weltkrieges. Diese handelte nicht mehr von einer verlorenen Liebe, sondern von der Grausamkeit des Krieges und dem Verschwinden der Menschlichkeit. Die bekannteste Text-Version ist allerdings die englischsprachige von Sam M. Lewis; ein englischer Text von Desmond Carter wurde weit weniger populär. Zu Deutsch bedeutet der englische Begriff Gloomy Sunday nicht trauriger Sonntag (dt. traurig, engl. sad), sondern bedrückender Sonntag. Im Gegensatz zu den englischen bzw. deutschen Texten werden im ungarischen Text die Suizidgedanken nicht direkt ausgesprochen.
Weltweit wurden seit den 1930ern allein unter dem englischen Titel über 50 weitere Versionen veröffentlicht. Die Filmmusik-CD zum Film Ein Lied von Liebe und Tod – Gloomy Sunday enthält verschiedene Fassungen des Liedes, von Klassik über Rock bis zum Sprechgesang.
Gloomy Sunday gibt es in unterschiedlichen Versionen von folgenden Interpreten (Liste in alphabetischer Reihenfolge, auszugsweise):
| | | |  |
| - Charlie Adams - Lorez Alexandria - Artie Shaw/Pauline Byrne - Ellen Andersson - Lys Assia - The Associates - Ira Atari - Emilie Autumn - Mickey Baker - Ben Becker - Iva Bittová - Björk - Sarah Brightman - Charles Brown - Don Byas - Francisco Canaro - Judita Čeřovská - Ray Charles - Elvis Costello - Christian Death - Gitane Demone - Lajos Dudas - Billy Eckstine - Swans Way - Marianne Faithfull - Serge Gainsbourg | - Diamanda Galás - Genesis - Nina Gerhard - Johnny Griffin - Peter Herbert - Hildegarde - Billie Holiday - Hot Jazz Band - Severija Janušauskaitė - Angelina Jordan - Bev Kelly - Hal Kemp & His Orchestra - Stan Kenton - Carol Kidd - Karin Krog - Kronos Quartet - Peter Lehel - Pjotr Leschtschenko - Abbey Lincoln - Lydia Lunch - Herbie Mann - Marc and the Mambas - Erika Marozsán - Branford Marsalis - Edvin Marton | - Sarah McLachlan - Carmen McRae - MC Sniper - Ricky Nelson - Negator - Peter Nero - Heather Nova - Sinéad O’Connor - Quadro Nuevo - Trudy Richards/Charlie Barnet - Paul Robeson - Frank Rosolino - Luis Russell - Satan’s Cheerleaders - Bianca Stücker & Mark Benecke - Mercedes Simone - Rokia Traoré - Mel Tormé - Mimi Thoma - Isabel Nagy – Transsylvanians - Sarah Vaughan - Venetian Snares - Josh White - Paul Whiteman & Johnny Hauser - Jimmy Witherspoon |  |